# Pterolophia mucronata
Pterolophia mucronata là một loài bọ cánh cứng trong họ Cerambycidae.